# 紅色夢想
紅色夢想（日语：レッドディザイア），是日本純種競賽馬匹。生涯活躍於中距離賽事，曾勝出2009年秋華賞，亦於2010年育馬者盃雌馬草地大賽取得第四。

## 出賽前
2006年4月19日出生於北海道千歲市社台牧場，成長途中於一口馬主俱樂部Tokyo Horse Racing Co. Ltd.進行馬主募集。
其後交由栗東訓練中心練馬師松永幹夫訓練。

## 競賽生涯

### 3歲
由於其在2008年4月訓練途中跌倒受傷，於9月再被發現有腹絞痛症狀，因而延至2009年1月4日才出戰京都競馬場的3歲新馬戰。比賽開始後，其於中團靠後位置展開推進，並於直路上成功跑出全場最快末腳，最終以鼻位優勢壓贏第二名的賽駒取得首勝。
其後出戰公開賽妖精錦標，再度停留於中團靠後位置下於直路一口氣加速衝出，成功於終點線前超越率先衝出的Wide Sapphire，再度以鼻位優勢取勝。
4月12日於未出戰任何前哨戰的情況下直走櫻花賞，僅次於迷人景致取得第二人氣。比賽開始後，其於第十二左右的中團靠後位置緩慢推進，並於比賽途中一直保持穩定的節奏。進入直路後，縱然其爆發速度成功衝出，但於最後關頭被勢頭更凌厲的迷人景致超越，最終以1/2馬位差距落敗。
5月24日出戰優駿牝馬（日本橡樹大賽），比賽初段於中團位置追走，並於通過第四彎道時候加速閃入內欄進佔先頭位置。進入直路後，其繼續保持速度於前方位置衝刺並取得領先，然而於迷人景致轟出恐怖的後600米33.6秒末腳下再度被同一對手超越，最終以鼻位差距憾負得第二。
短暫放草後於9月20日出戰玫瑰錦標，雖然於直路成功抽出外檔於中團位置衝出，但仍然不敵由內欄突進的寶黛大道，最終以頸位差距落敗取得三連亞。
其後出戰秋華賞，並再次落後於迷人景致取得第二人氣。比賽開始後，前方有Viva Vodka帶出，紅色夢想於中團位置推進，以迷人景致則於靠後位置追走。進入直路後，其憑借於此前的發力經已進佔較前的位置，繼續加速下更取得領先。直路中段，雖然後方的迷人景致及寶黛大道開始展開衝刺，但於紅色夢想保持速度下成功擊退對手率先衝線奪得首個一級賽冠軍。

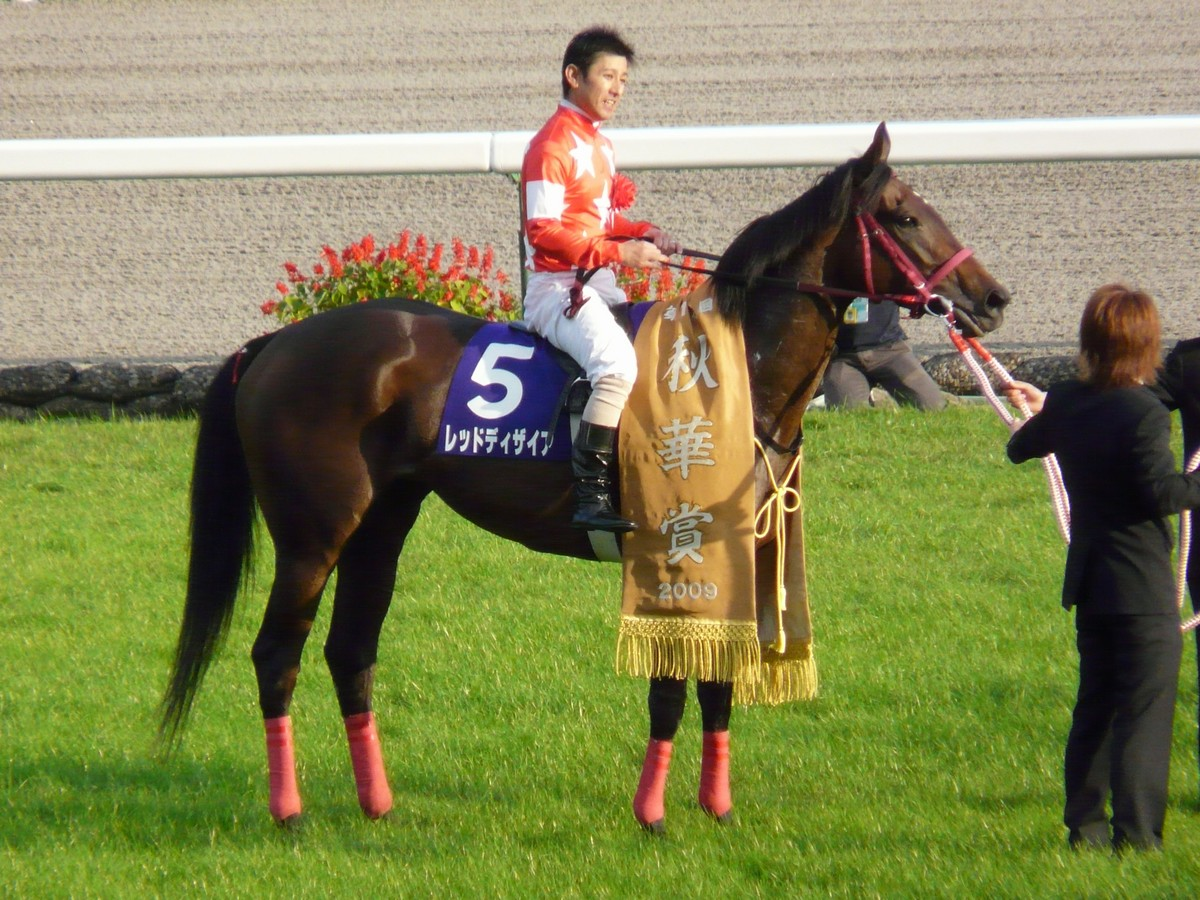
秋華賞頒獎典禮

贏得秋華賞後原定出戰女皇伊利沙伯二世盃，但於受傷下決定避戰並改以日本盃作爲目標。比賽開始後，其選擇於中團位置推進，進入直路後縱然面對一衆年長強敵仍然可以發揮優秀的表現，最終僅敗於伏特加及功夫巨星取得第三。

### 4歲
2010年年初作爲伏特加的陪同馬遠征阿聯酋，並出戰麥通第三輪挑戰賽。比賽開始後，其於後方位置保持緩慢速度追走，於直路上在大外檔展開強襲，最終成功超越一路領放的冠軍風采取得冠軍。
由於其在泥地賽事表現出優秀的適性，因而陣營調整計劃，將原本打算出戰的杜拜司馬經典賽改爲杜拜世界盃。比賽開始後，其繼續選擇後上戰術保持於後方，然而本次比賽並未發揮以往的強勁爆發力，最終未能進一步加速之下以第十一大敗。
回國後以維多利亞一哩賽作爲起動戰，將再次和迷人景致展開推進。比賽開始後，其一直保持自身於中團外檔位置時機，並於通過最後彎道時候開始發力。進入直路後，其一度因爲先行加速取得領先，可惜後勁不足下被迷人景致、Hikaru Amaranthus及Nishino Blue Moon超越，最終僅獲得第四。
其後原定以寶塚紀念作爲目標，但於6月23日的拍跳後後出現流鼻血，因而避戰並進入休養。
休養回歸後於馬主協商下決定遠征美國，以花碗邀請賽接戰育馬者盃雌馬草地大賽的戰線進行，並於8月中旬抵達當地作準備。
10月3日按照計劃出戰花碗邀請賽，比賽途中跟隨前方的超慢步速於第四的位置緩慢推進，雖然進入直路後一度於內欄位置取得領先，但受到天雨及風勢的影響未能繼續保持速度，最終被超越下以第三完賽。
11月5日繼續出戰育馬者盃雌馬草地大賽，於靠後的有利位置展開追走下在第四彎道率先衝出，然而於直路再度力弱，最終以第四落敗。
回國後於12月26日出戰有馬紀念，但於其中的表現毫無亮點，最終以第十四大敗。

### 5歲
2011年年初進入長期休養後於8月21日在札幌紀念復出，賽前獲得第二人氣。比賽開始後，其選擇墮後至尾二的位置展開追走，雖然於直路上在外檔爆發末腳，但於留得太後下仍然未能扭轉局勢，最終敗於東瀛佐敦及超微粒子取得第三。
其後原定計劃出戰秋季天皇賞，但被排出於比賽名單之外下轉戰女皇伊利沙伯二世盃。然而於賽前一週的拍跳後再度出現流鼻血的跡象，最終於陣營考慮下決定安排其退役。

### 詳細賽績
| 日期       | 舉辦國家 | 馬場     | 距離     | 級別 | 賽事名稱             | 負重 | 騎師     | 馬號 | 出馬 | 名次 | 時間     | 頭馬（二馬）      |
| ---------- | -------- | -------- | -------- | ---- | -------------------- | ---- | -------- | ---- | ---- | ---- | -------- | ----------------- |
| 4/1/2009   | 日本     | 京都     | 草1800   |      | 3歲新馬              | 54   | 四位洋文 | 13   | 13   | 1    | 1:48.9   | （Satono Emblem） |
| 7/2/2009   | 日本     | 京都     | 草1600   | OP   | 妖精錦標             | 54   | 四位洋文 | 2    | 12   | 1    | 1:36.0   | （Wide Sapphire） |
| 12/4/2009  | 日本     | 阪神     | 草1600   | JpnI | 櫻花賞               | 55   | 四位洋文 | 18   | 18   | 2    | 1:34.1   | 迷人景致          |
| 24/5/2009  | 日本     | 東京     | 草2400   | JpnI | 優駿牝馬             | 55   | 四位洋文 | 3    | 17   | 2    | 2:26.1   | 迷人景致          |
| 20/9/2009  | 日本     | 阪神     | 草1800   | GII  | 玫瑰錦標             | 55   | 四位洋文 | 11   | 18   | 2    | 1:44.7   | 寶黛大道          |
| 18/10/2009 | 日本     | 京都     | 草2000   | GI   | 秋華賞               | 55   | 四位洋文 | 5    | 18   | 1    | 1:58.2   | （寶黛大道）      |
| 29/11/2009 | 日本     | 東京     | 草2400   | GI   | 日本盃               | 53   | 四位洋文 | 6    | 18   | 3    | 2:22.6   | 伏特加            |
| 4/3/2010   | 阿聯酋   | 美丹     | 膠沙2000 | GII  | 麥通第三輪挑戰賽     | 55.5 | 柏兆雷   | 13   | 14   | 1    | 2:02.62  | （冠軍風采）      |
| 27/3/2010  | 阿聯酋   | 美丹     | 膠沙2000 | GI   | 杜拜世界盃           | 55   | 蘇銘倫   | 3    | 14   | 11   | 紀錄缺失 | 冠軍風采          |
| 16/5/2010  | 日本     | 東京     | 草1600   | GI   | 維多利亞一哩賽       | 55   | 四位洋文 | 17   | 18   | 4    | 1:32.5   | 迷人景致          |
| 2/10/2010  | 美國     | 貝蒙園   | 草2000   | GI   | 花碗邀請賽           | 54.8 | 戴崇謀   | 2    | 7    | 3    | 紀錄缺失 | Ave               |
| 5/11/2010  | 美國     | 邱吉爾園 | 草2200   | GI   | 育馬者盃雌馬草地大賽 | 56.2 | 戴崇謀   | 10   | 11   | 4    | 紀錄缺失 | Shared Account    |
| 26/12/2010 | 日本     | 中山     | 草2500   | GI   | 有馬紀念             | 55   | 四位洋文 | 15   | 15   | 14   | 2:34.0   | 比薩勝駒          |
| 21/8/2011  | 日本     | 札幌     | 草2000   | GII  | 札幌紀念             | 55   | 四位洋文 | 8    | 13   | 3    | 2:00.5   | 東瀛佐敦          |

## 退役後
退役後，紅色夢想成爲了繁殖雌馬，於北海道千歲市社台牧場休養，在2012年進行配種。首匹子嗣Red Diver於2013年出生，可於2015年出賽。
2016年5月6日，其於第四匹子嗣出產後感染腹膜炎，最終於5月20日不治死亡，享年10歲。

### 詳細繁殖資料
| 數目   | 馬名         | 出生年 | 性別 | 父系     | 練馬師         | 馬主                    | 戰績             |
| ------ | ------------ | ------ | ---- | -------- | -------------- | ----------------------- | ---------------- |
| 第一匹 | Red Diver    | 2013   | 雌   | 無敵先鋒 | 栗東・松永幹夫 | Tokyo Race Horse Co Ltd | 4戰0冠0亞0季     |
| 第二匹 | Big Desire   | 2014   | 雄   | 夏威夷王 | 栗東・松永幹夫 | 吉田千津                | 4戰1冠0亞0季     |
| 第三匹 | Nostalgia    | 2015   | 雌   | 小說名家 |                |                         | （未出戰・繁殖） |
| 第四匹 | 紅色夢想2016 | 2016   | 雌   | 夏威夷王 |                |                         | （未出戰）       |

## 血統簡介
父系曼城茶座爲日本賽駒，生涯於長距離賽事有良好表現，包括勝出菊花賞、有馬紀念及春季天皇賞等長距離賽事。祖父週日寧靜爲美國三冠賽雙軍馬，退役後在日本配種，其子嗣贏得巨額獎金，連續12年成為日本冠軍種馬。
母系Great Sunrise爲英國生產的日本賽駒，生涯戰績不佳僅一勝。外祖父Caerleon爲美國生產的愛爾蘭賽駒，生涯戰績優秀，曾勝出一級賽法國打吡及英國國際錦標。

### 血統表
| 父線：週日寧靜系（Halo系）                       |                                  |               |                 |
| 種馬 曼城茶座 2002年（棗色）                     | 週日寧靜 1986年（棕色）          | Halo          | Hail to Reason  |
| 種馬 曼城茶座 2002年（棗色）                     | 週日寧靜 1986年（棕色）          | Halo          | Cosmah          |
| 種馬 曼城茶座 2002年（棗色）                     | 週日寧靜 1986年（棕色）          | Wishing Well  | Understanding   |
| 種馬 曼城茶座 2002年（棗色）                     | 週日寧靜 1986年（棕色）          | Wishing Well  | Mountain Flower |
| 種馬 曼城茶座 2002年（棗色）                     | Subtle Change 1988年（深棗色）   | Law Society   | 聲稱            |
| 種馬 曼城茶座 2002年（棗色）                     | Subtle Change 1988年（深棗色）   | Law Society   | Bold Bikini     |
| 種馬 曼城茶座 2002年（棗色）                     | Subtle Change 1988年（深棗色）   | Santa Luciana | Luciano         |
| 種馬 曼城茶座 2002年（棗色）                     | Subtle Change 1988年（深棗色）   | Santa Luciana | Suleika         |
| 繁殖雌馬 Great Sunrise 1998年（棗色）            | Caerleon 1980年（棗色）          | 尼真斯基      | 北地舞人        |
| 繁殖雌馬 Great Sunrise 1998年（棗色）            | Caerleon 1980年（棗色）          | 尼真斯基      | Flaming Page    |
| 繁殖雌馬 Great Sunrise 1998年（棗色）            | Caerleon 1980年（棗色）          | Foreseer      | 圓桌武士        |
| 繁殖雌馬 Great Sunrise 1998年（棗色）            | Caerleon 1980年（棗色）          | Foreseer      | Regal Gleam     |
| 繁殖雌馬 Great Sunrise 1998年（棗色）            | Grace and Glory 1993年（深棗色） | 鞍匠井        | 北地舞人        |
| 繁殖雌馬 Great Sunrise 1998年（棗色）            | Grace and Glory 1993年（深棗色） | 鞍匠井        | Fairy Bridge    |
| 繁殖雌馬 Great Sunrise 1998年（棗色）            | Grace and Glory 1993年（深棗色） | Grance Note   | Top Ville       |
| 繁殖雌馬 Great Sunrise 1998年（棗色）            | Grace and Glory 1993年（深棗色） | Grance Note   | Val de Grace    |
| 雌系：號族：16-b                                 |                                  |               |                 |
| 五代內近親交配：北地舞人 4×4、Hail to Reason 4×5 |                                  |               |                 |

## 命名由來
名字中，Red（レッド）是馬主Tokyo Horse Racing Co. Ltd.之冠名，出自其綵衣的顏色紅色，Desire（ディザイア）則帶有慾望、渴望等意思，香港採用「夢想」作为翻譯。

## 外部連結
- 紅色夢想 netkeiba.com （页面存档备份，存于）
- 血統表 （页面存档备份，存于）